# Alvas Powell
Alvas Elvis Powell (ur. 18 lipca 1994 w Danvers Pen) – jamajski piłkarz grający na pozycji prawego obrońcy. Obecnie jest zawodnikiem Interu Miami.

## Kariera klubowa
Swoją karierę piłkarską Powell rozpoczął w klubie Portmore United. W 2011 roku awansował do pierwszego zespołu i w sezonie 2011/2012 zaliczył w nim debiut w Jamaican National Premier League. W debiutanckim sezonie wywalczył z Portmore United tytuł mistrza Jamajki.
W 2013 roku Powell odszedł z Portmore United do klubu Major League Soccer, Portland Timbers. Swój debiut w nim zanotował 4 sierpnia 2013 w zremisowanym 1:1 domowym meczu z Vancouver Whitecaps. W połowie 2014 roku został wypożyczony do klubu grającego w United Soccer League, Sacramento Republic. Zadebiutował w nim 27 czerwca 2014 w zwycięskim 1:0 domowym meczu z Arizoną United. W 2015 roku wrócił z wypożyczenia do Portland Timbers, gdzie stał się podstawowym zawodnikiem.
W 2019 roku został piłkarzem FC Cincinnati na zasadzie trade'u (wymiany). Portland Timbers dostali w zamian 250 000$ Targeted Allocation Money i zapewniony procent od potencjalnego transferu poza MLS.
W 2020 roku podpisał kontrakt z Interem Miami.
| Sezon   | Klub                | Kraj              | Rozgrywki      | Mecze | Gole |
| ------- | ------------------- | ----------------- | -------------- | ----- | ---- |
| 2011/12 | Portmore United     | Jamajka           | Premier League | 4     | 0    |
| 2012/13 | Portmore United     | Jamajka           | Premier League | 6     | 0    |
| 2013    | Portland Timbers    | Stany Zjednoczone | MLS            | 5     | 0    |
| 2014    | Sacramento Republic | Stany Zjednoczone | USL            | 3     | 0    |
| 2014    | Portland Timbers    | Stany Zjednoczone | MLS            | 15    | 2    |
| 2015    | Portland Timbers    | Stany Zjednoczone | MLS            |       |      |

## Kariera reprezentacyjna
W reprezentacji Jamajki Powell zadebiutował 10 grudnia 2012 roku w przegranym 0:1 meczu eliminacji do Złotego Pucharu CONCACAF 2013 z Martyniką. W 2015 roku został powołany do kadry Jamajki na Złoty Puchar CONCACAF 2015. Na tym turnieju zagrał w jednym meczu, z Salwadorem (1:0). Z Jamajką zajął 2. miejsce w tym turnieju.